# Rivalidad entre el Ferencváros y el Újpest

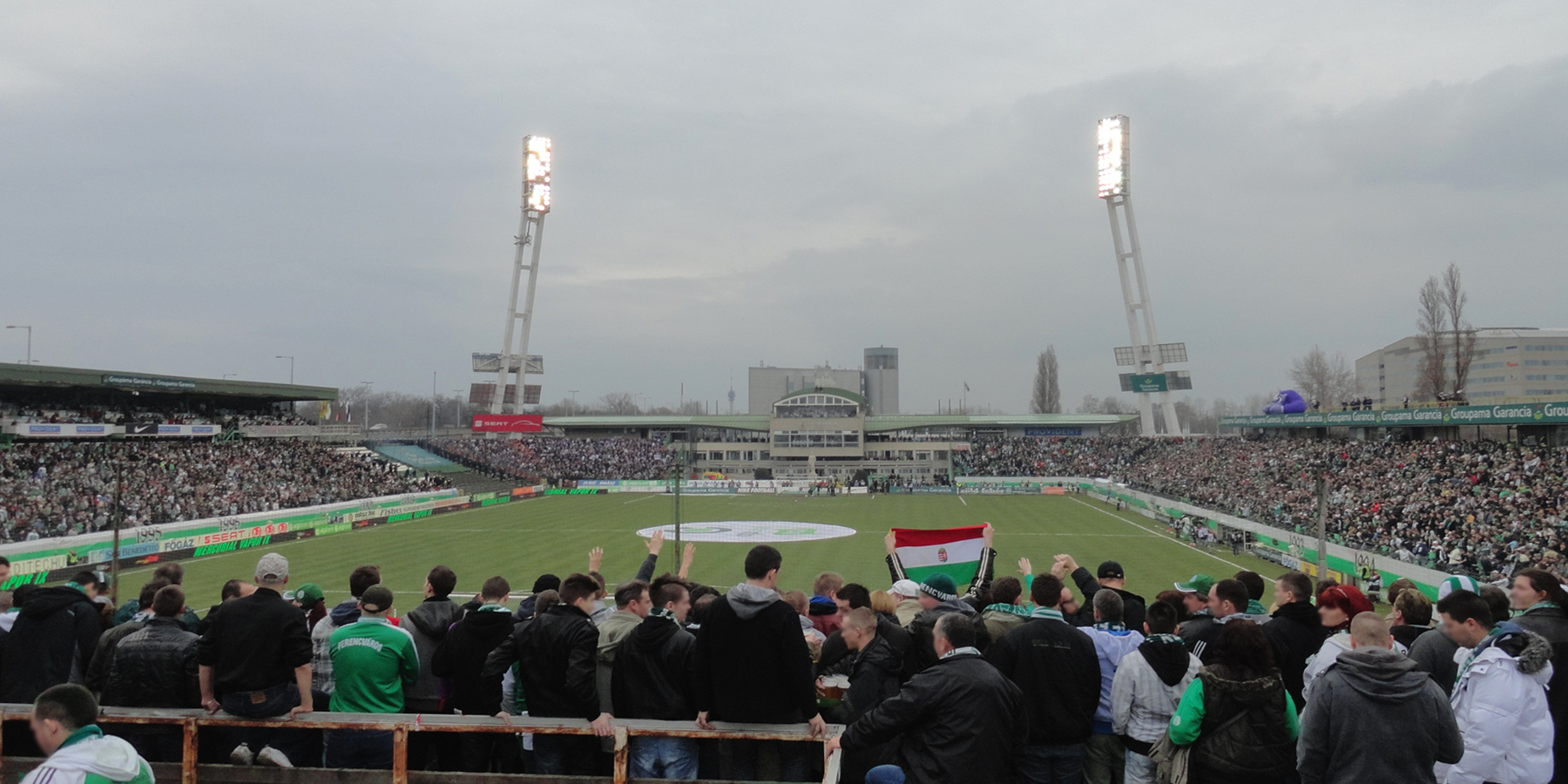
Ferencváros-Újpest en 2013, el último que se disputó en el Albert Flórián Stadion.

El partido entre Ferencvárosi TC y Újpest FC es un derbi local en Budapest, Hungría y una feroz rivalidad entre las dos aficiones. Los dos clubes son los clubes más populares del país y dos de los más exitosos del fútbol húngaro.

## Historia
El primer partido entre el Ferencváros y el Újpest se jugó el 19 de febrero de 1905 en el estadio Sorkosári úti en la temporada de la Liga Húngara de 1905. El partido terminó con una victoria por 2-0 para el Ferencváros y los dos goles fueron anotados por Ferenc Weisz. El partido de vuelta también fue ganado por Ferencváros 3-1. El primer y único gol de Újpest fue anotado por Béla Petz.
La rivalidad se remonta a la década de 1930 cuando Újpest ganó su primer título de Liga húngara. La ciudad de Újpest se convirtió en parte de Budapest en la década de 1950. Por lo tanto, la rivalidad se basa en un contraste ciudad-campo. Los aficionados del Ferencváros eran alemanes de Hungría y habitantes cosmopolitas de la ciudad, mientras que los hinchas de Újpest eran húngaros, alemanes y judíos de Hungría. En la década de 1950 Ferencváros se convirtió en el equipo de la oposición, mientras que el Újpest se vieron obligados a convertirse en el equipo del Ministerio del Interior. Por lo tanto, los aficionados del Ferencváros consideran al Újpest como amigos de los invasores soviéticos.
Ambos clubes reciben sus nombres del barrio o distrito de la ciudad al que pertenece su sede; Ferencváros es del 9.º distrito justo al sur del centro de ciudad. El Újpest tiene su sede en el 4.º distrito al norte de la ciudad. Tradicionalmente el MTK Budapest —con quien disputa el Örökrangadó o «derbi eterno»— era el principal rival del Ferencváros, pues ambos clubes dominaban los orígenes del fútbol húngaro. Una vez que Újpest se volvió profesional a mediados de la década de 1920, se convirtió en un equipo exitoso (dominando totalmente la liga en los años treinta y setenta).
El día del partido la policía tiene que defender al público de los aficionados agresivos de los dos clubes. Por lo tanto, la línea 3 del metro de Budapest es controlada por la policía y carros especiales antes y después del derbi. Los aficionados púrpura-blancos del Újpest FC suben en la estación de metro de Újpest-Központ que es la estación de metro más cercana al estadio Ferenc Szusza, mientras que bajan en la estación de metro Népliget para ir al Groupama Arena (y anteriormente Albert Flórián Stadion). El viaje, por lo general, termina en actos de agresión y vandalismo por ambas aficiones y con intervenciones de las fuerzas de seguridad.
El 4 de abril de 2015, los ultras de ambas partes anunciaron su boicot en el derby de la liga húngara de 2014-15 en el Groupama Arena. Antes del comienzo del derbi Ferencváros-Újpest de la Liga húngara 2014-15 el alcalde de Újpest, Zsolt Wintermantel, aseguró que "sin espectadores no hay derbi". Wintermantel también firmó la carta que anuncia que los aficionados de Újpest no entrarían al derbi debido a los regulaciones en la entrada del recién construido Groupama Arena.

## Resultados

### Nemzeti Bajnokság I (1905 - presente)
|           | Ferencváros – Újpest                          | Ferencváros – Újpest                          | Ferencváros – Újpest                          | Ferencváros – Újpest                          | Újpest – Ferencváros                          | Újpest – Ferencváros                          | Újpest – Ferencváros                          | Újpest – Ferencváros                          |
| --------- | --------------------------------------------- | --------------------------------------------- | --------------------------------------------- | --------------------------------------------- | --------------------------------------------- | --------------------------------------------- | --------------------------------------------- | --------------------------------------------- |
| Temporada | Fecha                                         | Estadio                                       | Resultado                                     | Asistencia                                    | Fecha                                         | Estadio                                       | Resultado                                     | Asistencia                                    |
| 1905      | 19-02-1905                                    | Soroksári úti staion                          | 2 – 0                                         | ?                                             | 17-09-1905                                    | Népsziget                                     | 1 – 3                                         | ?                                             |
| 1906–07   | 30-09-1906                                    | Népsziget                                     | 2 – 0                                         | 6,500                                         | 24-03-1907                                    | Népsziget                                     | 0 – 5                                         | ?                                             |
| 1907–08   | 10-03-1908                                    | Népsziget                                     | 2 – 0                                         | ?                                             | 29-09-1907                                    | Népsziget                                     | 0 – 6                                         | ?                                             |
| 1909–10   | 26-09-1909                                    | Népsziget                                     | 6 – 2                                         | ?                                             | 13-02-1910                                    | Népsziget                                     | 1 – 3                                         | 800                                           |
| 1910–11   | 30-10-1910                                    | Soroksári úti stadion                         | 7 – 1                                         | 1,130                                         | 30-04-1911                                    | Ferenczvárosi versenypálya                    | 1 – 7                                         | 4,000                                         |
| 1912–13   | 08-12-1912                                    | Ferenczvárosi versenypálya                    | 5 – 1                                         | 5,000                                         |                                               |                                               |                                               |                                               |
| 1913–14   | 16-11-1913                                    | Ferenczvárosi versenypálya                    | 5 – 1                                         | 3,000                                         | 14-06-1914                                    | Népsziget                                     | 2 – 3                                         | ?                                             |
| 1916–17   | 10-12-1916                                    | Ferenczvárosi versenypálya                    | 1 – 0                                         | 800                                           | 24-06-1917                                    | Amerikai úti stadion                          | 4 – 1                                         | 1,800                                         |
| 1917–18   | 07-07-1918                                    | Ferenczvárosi versenypálya                    | 6 – 0                                         | 7,000                                         | 23-06-1918                                    | Népsziget                                     | 1 – 1                                         | 1,500                                         |
| 1918–19   | 08-09-1918                                    | Ferenczvárosi versenypálya                    | 2 – 1                                         | ?                                             | 23-02-1919                                    | Népsziget                                     | 0 – 0                                         | ?                                             |
| 1919–20   | 15-02-1920                                    | Ferenczvárosi versenypálya                    | 2 – 1                                         | 7,000                                         | 21-12-1919                                    | Népsziget                                     | 0 – 3                                         | ?                                             |
| 1920–21   | 28-11-1920                                    | Ferenczvárosi versenypálya                    | 1 – 3                                         | 4,500                                         | 08-05-1921                                    | Népsziget                                     | 1 – 0                                         | 7,000                                         |
| 1921–22   | 18-09-1921                                    | Ferenczvárosi versenypálya                    | 3 – 2                                         | 16,000                                        | 26-03-1922                                    | Népsziget                                     | 2 – 2                                         | 6,000                                         |
| 1922–23   | 27-05-1923                                    | Ferenczvárosi versenypálya                    | 0 – 0                                         | 25,000                                        | 17-09-1922                                    | Megyeri úti stadion                           | 2 – 1                                         | 15,000                                        |
| 1923–24   | 09-03-1924                                    | Üllői úti stadion                             | 2 – 1                                         | 11,000                                        | 26-08-1923                                    | Megyeri úti stadion                           | 0 – 2                                         | 14,000                                        |
| 1924-25   | 15-03-1925                                    | Üllői úti stadion                             | 2 – 1                                         | ?                                             | 01-11-1924                                    | Megyeri úti stadion                           | 1 – 1                                         | ?                                             |
| 1925-26   | 20-12-1925                                    | Üllői úti stadion                             | 2 – 0                                         | ?                                             | 30-05-1926                                    | Megyeri úti stadion                           | 3 – 1                                         | ?                                             |
| 1926-27   | 20-03-1927                                    | Üllői úti stadion                             | 2 – 1                                         | ?                                             | 03-10-1926                                    | Megyeri úti stadion                           | 0 – 0                                         | ?                                             |
| 1927-28   | 02-10-1927                                    | Üllői úti stadion                             | 1 – 0                                         | ?                                             | 04-03-1928                                    | Megyeri úti stadion                           | 1 – 1                                         | ?                                             |
| 1928-29   | 24-03-1929                                    | Üllői úti stadion                             | 3 – 1                                         | ?                                             | 02-09-1928                                    | Megyeri úti stadion                           | 1 – 1                                         | ?                                             |
| 1929-30   | 23-03-1930                                    | Üllői úti stadion                             | 1 – 1                                         | ?                                             | 10-10-1929                                    | Megyeri úti stadion                           | 1 – 2                                         | ?                                             |
| 1930-31   | 09-11-1930                                    | Üllői úti stadion                             | 1 – 1                                         | ?                                             | 15-04-1931                                    | Megyeri úti stadion                           | 3 – 1                                         | ?                                             |
| 1931-32   | 22-11-1931                                    | Üllői úti stadion                             | 1 – 0                                         | ?                                             | 10-04-1932                                    | Megyeri úti stadion                           | 0 – 5                                         | ?                                             |
| 1932-33   | 20-10-1932                                    | Üllői úti stadion                             | 3 – 3                                         | ?                                             | 14-05-1933                                    | Megyeri úti stadion                           | 1 – 0                                         | ?                                             |
| 1933-34   | 15-10-1933                                    | Üllői úti stadion                             | 4 – 2                                         | ?                                             | 22-04-1934                                    | Megyeri úti stadion                           | 2 – 2                                         | ?                                             |
| 1934-35   | 28-10-1934                                    | Üllői úti stadion                             | 1 – 1                                         | ?                                             | 02-06-1935                                    | Megyeri úti stadion                           | 0 – 0                                         | ?                                             |
| 1935-36   | 01-09-1935                                    | Üllői úti stadion                             | 2 – 3                                         | ?                                             | 22-05-1936                                    | Megyeri úti stadion                           | 4 – 1                                         | ?                                             |
| 1936-37   | 02-03-1937                                    | Üllői úti stadion                             | 4 – 2                                         | ?                                             | 22-11-1936                                    | Megyeri úti stadion                           | 2 – 0                                         | ?                                             |
| 1937-38   | 03-10-1937                                    | Üllői úti stadion                             | 3 – 1                                         | ?                                             | 30-01-1938                                    | Megyeri úti stadion                           | 4 – 2                                         | ?                                             |
| 1938-39   | 06-10-1938                                    | Üllői úti stadion                             | 3 – 1                                         | ?                                             | 23-04-1939                                    | Megyeri úti stadion                           | 3 – 3                                         | ?                                             |
| 1939-40   | 17-12-1939                                    | Üllői úti stadion                             | 0 – 1                                         | ?                                             | 17-03-1940                                    | Megyeri úti stadion                           | 4 – 1                                         | ?                                             |
| 1940-41   | 18-03-1941                                    | Üllői úti stadion                             | 5 – 2                                         | ?                                             | 03-11-1940                                    | Megyeri úti stadion                           | 0 – 5                                         | ?                                             |
| 1941-42   | 10-05-1942                                    | Üllői úti stadion                             | 3 – 3                                         | ?                                             | 30-11-1941                                    | Megyeri úti stadion                           | 6 – 2                                         | ?                                             |
| 1942-43   | 14-06-1943                                    | Üllői úti stadion                             | 2 – 2                                         | ?                                             | 06-12-1943                                    | Megyeri úti stadion                           | 4 – 5                                         | ?                                             |
| 1943-44   | 26-03-1944                                    | Üllői úti stadion                             | 2 – 1                                         | ?                                             | 14-11-1943                                    | Megyeri úti stadion                           | 2 – 1                                         | ?                                             |
| 1945      | 13-05-1945                                    | Üllői úti stadion                             | 1 – 0                                         | ?                                             | 22-06-1945                                    | Megyeri úti stadion                           | 3 – 2                                         | ?                                             |
| 1945-46   | 09-06-1946                                    | Üllői úti stadion                             | 1 – 1                                         | ?                                             | 14-07-1946                                    | Megyeri úti stadion                           | 2 – 2                                         | ?                                             |
| 1946-47   | 09-03-1947                                    | Üllői úti stadion                             | 1 – 0                                         | ?                                             | 13-10-1946                                    | Megyeri úti stadion                           | 1 – 1                                         | ?                                             |
| 1947-48   | 15-10-1947                                    | Üllői úti stadion                             | 2 – 0                                         | ?                                             | 19-09-1949                                    | Megyeri úti stadion                           | 5 – 1                                         | ?                                             |
| 1948-49   | 14-05-1949                                    | Üllői úti stadion                             | 0 – 5                                         | ?                                             | 26-12-1949                                    | Megyeri úti stadion                           | 3 – 5                                         | ?                                             |
| 1949-50   | 21-05-1950                                    | Üllői úti stadion                             | 8 – 1                                         | 38,000                                        | 18-09-1949                                    | Megyeri úti stadion                           | 1 – 4                                         | ?                                             |
| 1950      | Transitional season, no second fixture played | Transitional season, no second fixture played | Transitional season, no second fixture played | Transitional season, no second fixture played | 03-12-1950                                    | Megyeri úti stadion                           | 1 – 0                                         | ?                                             |
| 1951      | 30-04-1951                                    | Népstadion                                    | 2 – 1                                         | ?                                             | 07-11-1951                                    | Megyeri úti stadion                           | 3 – 3                                         | ?                                             |
| 1952      | 20-04-1952                                    | Népstadion                                    | 3 – 3                                         | ?                                             | 30-11-1952                                    | Megyeri úti stadion                           | 1 – 0                                         | ?                                             |
| 1953      | 12-04-1953                                    | Népstadion                                    | 3 – 5                                         | ?                                             | 14-11-1953                                    | Megyeri úti stadion                           | 1 – 1                                         | ?                                             |
| 1954      | 02-05-1954                                    | Népstadion                                    | 3 – 2                                         | ?                                             | 05-09-1954                                    | Megyeri úti stadion                           | 4 – 1                                         | ?                                             |
| 1955      | 06-11-1955                                    | Népstadion                                    | 3 – 2                                         | ?                                             | 05-06-1955                                    | Megyeri úti stadion                           | 4 – 0                                         | ?                                             |
| 1956      | 07-06-1956                                    | Népstadion                                    | 1 – 1                                         | ?                                             | 02-03-1956                                    | Megyeri úti stadion                           | 0 – 0                                         | ?                                             |
| 1957      | Transitional season, no second fixture played | Transitional season, no second fixture played | Transitional season, no second fixture played | Transitional season, no second fixture played | 12-05-1957                                    | Megyeri úti stadion                           | 2 – 1                                         | ?                                             |
| 1958-59   | 14-06-1959                                    | Népstadion                                    | 3 – 4                                         | ?                                             | 03-09-1958                                    | Megyeri úti stadion                           | 2 – 4                                         | ?                                             |
| 1959-60   | 22-08-1959                                    | Népstadion                                    | 1 – 0                                         | ?                                             | 23-09-1961                                    | Megyeri úti stadion                           | 2 – 1                                         | ?                                             |
| 1960-61   | 25-09-1960                                    | Népstadion                                    | 1 – 2                                         | ?                                             | 02-04-1961                                    | Megyeri úti stadion                           | 2 – 1                                         | ?                                             |
| 1961-62   | 25-02-1962                                    | Népstadion                                    | 1 – 2                                         | ?                                             | 23-09-1961                                    | Megyeri úti stadion                           | 2 – 1                                         | ?                                             |
| 1962-63   | 12-08-1962                                    | Népstadion                                    | 2 – 2                                         | ?                                             | 07-04-1963                                    | Megyeri úti stadion                           | 0 – 2                                         | ?                                             |
| 1963      | 10-11-1963                                    | Népstadion                                    | 1 – 0                                         | ?                                             | Transitional season, no second fixture played | Transitional season, no second fixture played | Transitional season, no second fixture played | Transitional season, no second fixture played |
| 1964      | 27-05-1964                                    | Népstadion                                    | 4 – 1                                         | ?                                             | 19-07-1964                                    | Megyeri úti stadion                           | 4 – 2                                         | ?                                             |
| 1965      | 01-10-1965                                    | Népstadion                                    | 3 – 1                                         | ?                                             | 13-10-1965                                    | Megyeri úti stadion                           | 2 – 0                                         | ?                                             |
| 1966      | 22-03-1966                                    | Népstadion                                    | 5 – 2                                         | ?                                             | 16-10-1966                                    | Megyeri úti stadion                           | 3 – 5                                         | ?                                             |
| 1967      | 12-11-1967                                    | Népstadion                                    | 3 – 3                                         | ?                                             | 16-04-1967                                    | Megyeri úti stadion                           | 0 – 3                                         | ?                                             |
| 1968      | 17-08-1968                                    | Népstadion                                    | 1 – 1                                         | ?                                             | 19-05-1968                                    | Megyeri úti stadion                           | 1 – 1                                         | ?                                             |
| 1969      | 15-05-1969                                    | Népstadion                                    | 0 – 2                                         | ?                                             | 26-10-1969                                    | Megyeri úti stadion                           | 1 – 1                                         | ?                                             |
| 1970      | 27-06-1970                                    | Népstadion                                    | 1 – 1                                         | ?                                             | 08-06-1970                                    | Megyeri úti stadion                           | 3 – 2                                         | ?                                             |
| 1970–71   | 08-11-1970                                    | Népstadion                                    | 2 – 2                                         | ?                                             | 29-05-1971                                    | Megyeri úti stadion                           | 0 – 1                                         | ?                                             |
| 1971–72   | 07-10-1971                                    | Népstadion                                    | 1 – 2                                         | 20,000                                        | 15-04-1972                                    | Megyeri úti stadion                           | 0 – 2                                         | 18,000                                        |
| 1972–73   | 26-03-1973                                    | Népstadion                                    | 2 – 1                                         | ?                                             | 27-10-1973                                    | Megyeri úti stadion                           | 2 – 0                                         | 13,000                                        |
| 1973–74   | 06-04-1974                                    | Népstadion                                    | 1 – 1                                         | ?                                             | 27-10-1973                                    | Megyeri úti stadion                           | 1 – 2                                         | ?                                             |
| 1974–75   | 09-10-1974                                    | Népstadion                                    | 1 – 3                                         | ?                                             | 17-05-1975                                    | Megyeri úti stadion                           | 2 – 2                                         | ?                                             |
| 1975–76   | 15-05-1976                                    | Népstadion                                    | 3 – 8                                         | 50,000                                        | 06-09-1975                                    | Megyeri úti stadion                           | 1 – 4                                         | ?                                             |
| 1976–77   | 02-10-1976                                    | Népstadion                                    | 3 – 0                                         | ?                                             | 21-05-1977                                    | Megyeri úti stadion                           | 2 – 1                                         | ?                                             |
| 1977–78   | 21-09-1977                                    | Üllői úti stadion                             | 1 – 1                                         | ?                                             | 22-04-1978                                    | Megyeri úti stadion                           | 1 – 1                                         | ?                                             |
| 1978–79   | 23-05-1979                                    | Üllői úti stadion                             | 1 – 1                                         | 30,000                                        | 04-10-1980                                    | Megyeri úti stadion                           | 2 – 2                                         | ?                                             |
| 1979–80   | 22-09-1979                                    | Népstadion                                    | 7 – 1                                         | 40,000                                        | 29-03-1980                                    | Megyeri úti stadion                           | 4 – 1                                         | ?                                             |
| 1980–81   | 18-10-1980                                    | Üllői úti stadion                             | 0 – 3                                         | 29,777                                        | 18-04-1981                                    | Megyeri úti stadion                           | 0 – 2                                         | 16,000                                        |
| 1981–82   | 21-04-1982                                    | Üllői úti stadion                             | 5 – 0                                         | 25,000                                        | 11-11-1981                                    | Megyeri úti stadion                           | 2 – 1                                         | 12,000                                        |
| 1982–83   | 07-05-1982                                    | Üllői úti stadion                             | 2 – 1                                         | 45,000                                        | 24-10-1982                                    | Megyeri úti stadion                           | 3 – 0                                         | 45,000                                        |
| 1983–84   | 05-10-1983                                    | Üllői úti stadion                             | 1 – 1                                         | 25,000                                        | 28-04-1984                                    | Megyeri úti stadion                           | 0 – 1                                         | 25,000                                        |
| 1984–85   | 18-05-1985                                    | Üllői úti stadion                             | 0 – 2                                         | 25,000                                        | 27-10-1984                                    | Megyeri úti stadion                           | 0 – 1                                         | 22,000                                        |
| 1985–86   | 29-03-1986                                    | Üllői úti stadion                             | 3 – 1                                         | 25,000                                        | 14-09-1985                                    | Megyeri úti stadion                           | 1 – 0                                         | 25,000                                        |
| 1986–87   | 20-09-1986                                    | Üllői úti stadion                             | 0 – 0                                         | 35,000                                        | 11-04-1987                                    | Megyeri úti stadion                           | 1 – 0                                         | 15,000                                        |
| 1987–88   | 28-05-1988                                    | Üllői úti stadion                             | 0 – 0                                         | 25,000                                        | 31-10-1987                                    | Megyeri úti stadion                           | 1 – 4                                         | 18,000                                        |
| 1988–89   | 03-09-1988                                    | Üllői úti stadion                             | 3 – 0                                         | 27,000                                        | 18-03-1989                                    | Megyeri úti stadion                           | 0 – 2                                         | 25,000                                        |
| 1989–90   | 30-09-1989                                    | Üllői úti stadion                             | 2 – 0                                         | ?                                             | 14-04-1990                                    | Megyeri úti stadion                           | 0 – 0                                         | 18,000                                        |
| 1990–91   | 09-03-1991                                    | Üllői úti stadion                             | 1 – 0                                         |                                               | 18-08-1990                                    | Megyeri úti stadion                           | 0 – 5                                         | 12,000                                        |
| 1991–92   | 02-05-1992                                    | Üllői úti stadion                             | 3 – 2                                         |                                               | 19-10-1991                                    | Megyeri úti stadion                           | 1 – 1                                         |                                               |
| 1992–93   | 24-03-1993                                    | Üllői úti stadion                             | 3 – 0                                         |                                               | 02-09-1993                                    | Megyeri úti stadion                           | 0 – 0                                         |                                               |
| 1993–94   | 14-03-1994                                    | Üllői úti stadion                             | 0 – 3                                         |                                               | 22-10-1993                                    | Megyeri úti stadion                           | 1 – 0                                         |                                               |
| 1994–95   | 29-08-1994                                    | Üllői úti stadion                             | 0 – 3                                         | 16,000                                        | 03-04-1995                                    | Megyeri úti stadion                           | 1 – 3                                         | 22,000                                        |
| 1995–96   | 13-08-1995                                    | Üllői úti stadion                             | 2 – 0                                         |                                               | 19-03-1996                                    | Megyeri úti stadion                           | 1 – 1                                         |                                               |
| 1996–97   | 01-11-1997                                    | Üllői úti stadion                             | 2 – 1                                         |                                               | 10-05-1997                                    | Megyeri úti stadion                           | 1 – 2                                         |                                               |
| 1997–98   | 16-05-1998                                    | Üllői úti stadion                             | 1 – 1                                         |                                               | 02-11-1997                                    | Megyeri úti stadion                           | 1 – 2                                         |                                               |
| 1998–99   | 16-04-1999                                    | Üllői úti stadion                             | 1 – 0                                         |                                               | 18-09-1998                                    | Megyeri úti stadion                           | 2 – 1                                         |                                               |
| 1999–2000 | 14-04-2000                                    | Üllői úti stadion                             | 0 – 0                                         |                                               | 24-10-1999                                    | Megyeri úti stadion                           | 2 – 2                                         |                                               |
| 2000–01   | 11-05-2001                                    | Üllői úti stadion                             | 2 – 2                                         |                                               | 29-11-2000                                    | Megyeri úti stadion                           | 0 – 1                                         |                                               |
| 2001–02   | 27-07-2001                                    | Üllői úti stadion                             | 2 – 1                                         | 13,000                                        | 23-10-2001                                    | Megyeri úti stadion                           | 2 – 2                                         | 4,000                                         |
| 2001–02   | 15-03-2002                                    | Üllői úti stadion                             | 2 – 0                                         | 15,627                                        | 17-05-2002                                    | Megyeri úti stadion                           | 3 – 2                                         | 5,000                                         |
| 2002–03   | 07-03-2003                                    | Üllői úti stadion                             | 1 – 0                                         | 14,000                                        | 13-09-2002                                    | Megyeri úti stadion                           | 3 – 0                                         | 5,019                                         |
| 2002–03   | 22-04-2003                                    | Üllői úti stadion                             | 2 – 1                                         | 8,600                                         | 16-05-2003                                    | Megyeri úti stadion                           | 0 – 0                                         | ?                                             |
| 2003–04   | 29-11-2003                                    | Üllői úti stadion                             | 2 – 1                                         | 11,000                                        | 31-08-2003                                    | Megyeri úti stadion                           | 1 – 1                                         | 4,000                                         |
| 2003–04   | 30-04-2004                                    | Üllői úti stadion                             | 0 – 1                                         | 8,000                                         | 22-05-2004                                    | Ferenc Szusza Stadium                         | 1 – 0                                         | 10,000                                        |
| 2004–05   | 26-04-2005                                    | Üllői úti stadion                             | 1 – 1                                         | 8,308                                         | 16-10-2004                                    | Ferenc Szusza Stadium                         | 1 – 1                                         | 7,000                                         |
| 2005–06   | 15-04-2006                                    | Üllői úti stadion                             | 1 – 2                                         | 9,369                                         | 15-10-2005                                    | Ferenc Szusza Stadium                         | 2 – 1                                         | 7,500                                         |
| 2009–10   | 30-04-2010                                    | Stadion Albert Flórián                        | 0 – 1                                         | 10,000                                        | 03-10-2009                                    | Ferenc Szusza Stadium                         | 2 – 1                                         | 11,763                                        |
| 2010–11   | 01-04-2011                                    | Stadion Albert Flórián                        | 1 – 0                                         | 10,000                                        | 11-09-2010                                    | Ferenc Szusza Stadium                         | 6 – 0                                         | 10,500                                        |
| 2011–12   | 22-10-2011                                    | Stadion Albert Flórián                        | 3 – 0                                         | 12,000                                        | 12-05-2012                                    | Ferenc Szusza Stadium                         | 1 – 1                                         | 10,000                                        |
| 2012–13   | 10-03-2013                                    | Stadion Albert Flórián                        | 2 – 1                                         | 16,000                                        | 19-08-2012                                    | Ferenc Szusza Stadium                         | 2 – 1                                         | 9,827                                         |
| 2013–14   | 22-09-2013                                    | Ferenc Puskás Stadium                         | 3 – 1                                         | 22,094                                        | 04-04-2014                                    | Ferenc Szusza Stadium                         | 1 – 2                                         | 9,517                                         |
| 2014–15   | 12-04-2015                                    | Groupama Arena                                | 2 – 0                                         | 21,217                                        | 21-09-2014                                    | Ferenc Szusza Stadium                         | 2 – 1                                         | 8,500                                         |
| 2015–16   | 13-12-2015                                    | Groupama Arena                                | 0 – 1                                         | 17,489                                        | 12-09-2015                                    | Ferenc Szusza Stadium                         | 1 – 2                                         | 8,445                                         |
| 2015–16   | 23-04-2016                                    | Groupama Arena                                | 2 – 2                                         | 11,267                                        |                                               |                                               |                                               |                                               |
| 2016–17   | 24-09-2016                                    | Groupama Arena                                | 3 – 3                                         | 11,760                                        | 04-03-2017                                    | Ferenc Szusza Stadium                         |                                               |                                               |

### Estadísticas
| Competición                               | Victorias de Ferencváros | Empates | Victorias de Újpest |
| ----------------------------------------- | ------------------------ | ------- | ------------------- |
| Liga húngara (NB I)                       | 98                       | 59      | 61                  |
| Copa húngara (Magyar kupa)                | 12                       | 4       | 5                   |
| Supercopa húngara (Magyar szuperkupa)     | 0                        | 0       | 1                   |
| Copa de la liga húngara (Magyar ligakupa) | 2                        | 2       | 0                   |
| Otras competiciones (Egyéb kiírások)      | 15                       | 2       | 10                  |
| Total                                     | 127                      | 67      | 77                  |